# Щетиновское сельское поселение
Щети́новское се́льское поселе́ние — муниципальное образование в Белгородском районе Белгородской области России.
Административный центр — село Щетиновка.

## История
Щетиновское сельское поселение образовано 4 марта 2005 года в соответствии с Законом Белгородской области № 171.

## Население
| 2010  | 2011  | 2012  | 2013  | 2014 | 2015  | 2016  | 2017  | 2018  |
| ----- | ----- | ----- | ----- | ---- | ----- | ----- | ----- | ----- |
| 1007  | ↗1008 | ↗1010 | ↘1006 | ↘993 | ↗1006 | ↗1030 | ↘1022 | ↘1012 |
| 2019  | 2020  | 2021  |       |      |       |       |       |       |
| ↘1005 | ↘980  | ↗1044 |       |      |       |       |       |       |

## Состав сельского поселения
| № | Населённый пункт | Тип населённого пункта       | Население |
| - | ---------------- | ---------------------------- | --------- |
| 1 | Валковский       | хутор                        | ↘101      |
| 2 | Щетиновка        | село, административный центр | ↗906      |